# Robert Fleig
Pour les articles homonymes, voir Fleig.
Robert Fleig, né le 28 juin 1893 à Strasbourg, est un résistant français pendant la Seconde Guerre mondiale. Lors de la charge de la 2e division blindée pour libérer Strasbourg, il renseigne et guide la colonne du lieutenant-colonel Rouvillois du 12e RC et lui permet de surprendre les défenses allemandes et d'entrer dans la ville. Constamment en tête de la colonne, il meurt au combat le 23 novembre 1944   à quelques mètres du pont de Kehl et de la frontière allemande.

## Biographie
Robert Fleig est le fils de Frédéric Fleig (1863-1930) professeur et de Berthe Hahn (1863-1947) commerçante. Il est né allemand le 28 juin 1893 à Strasbourg pendant l'annexion de l'Alsace de 1870-1918. Comme beaucoup d'alsaciens, il changera quatre fois de nationalité au gré des événements historiques de sa région (1870 Allemande, 1918 Française, 1940 Allemande, 1945 Française). Peu de temps avant sa naissance, son père démissionne et crée un dépôt de bières. La famille habite rue Sainte-Hélène à Strasbourg où son père a fait construire deux maisons aux numéros 16 et au 18 sur l'emplacement de l'ancienne synagogue consistoriale. La famille de sa mère tient une épicerie dans cette rue. C'est dans ce quartier riche et actif qu'il est élevé. 
Robert Fleig fréquente les institutions scolaires de la capitale alsacienne puis entreprend des études commerciales et part aux États-Unis en 1913-1914.  

### Première Guerre Mondiale
Robert Fleig est francophile, il tente par différents moyens de ne pas se faire incorporer dans l'armée allemande. Il simule une méningite et des rhumatismes et arrive à tromper deux commissions de réforme mais en 1916 il est incorporé. Il est affecté à la 6e compagnie du régiment d'infanterie de réserve de Berlin-Neukölln en Allemagne,. 
Avec Henri Thiébault, un autre alsacien de son régiment, il décide de s'évader.  Vers la fin 1916, Henri Thiébault obtient une permission mais au lieu se rendre à Strasbourg, il se rend à Aix-la-Chapelle par train puis marche jusqu'à Herzogenrath (Rode-le-Duc) où il passe la frontière hollandaise avec l'aide d'un passeur. Il transmet les informations de son périple à Robert Fleig qui, quinze jours après, à l'occasion d'une permission, lui emboite le pas en suivant le même itinéraire. Mais pour passer la frontière, il se fabrique un faux passeport couvert de cachets incompréhensibles. Le 24 janvier 1917, il prend la route en se faisant passer pour un touriste et franchit la frontière sans problème après quatre points de contrôles successifs.   
Il se présente au consulat de France à Rotterdam. Sur sa promesse de s'engager dans l'armée française, il est rapatrié. Le 3 mars 1917, il s'engage dans l'armée française à Folkestone. Il débarque le 6 mars 1917 à Boulogne via l'Angleterre.  
Pour la sécurité de sa famille et la sienne, il faut que l'engagé volontaire alsacien Robert Fleig demeure introuvable s'il est fait prisonnier. Il devient donc le canonnier Robert Bourdier et il est affecté au 10e groupe d'artillerie de campagne d'Afrique. Il fait son instruction à Hussein-Dey près d'Alger. Puis, il est affecté à la batterie de montagne du groupe à Fort-National (Larbaâ Nath Irathen) en Kabylie. 
Il demande sa mutation au 1er régiment d'artillerie de montagne qui combat dans les Vosges. Il l'obtient le 26 décembre 1917. Pendant 10 mois, il combat dans les Vosges à proximité de Thann, Cernay et du Hartmannwillerkopf. Il termine la Première Guerre mondiale avec le grade de caporal. 

### L'entre deux guerres
Robert Fleig est démobilisé en 1919 et revient à Strasbourg où il travaille dans le commerce de son père qu'il reprendra après sa mort. Il le fait prospérer et ouvre une succursale à Paris en 1935.

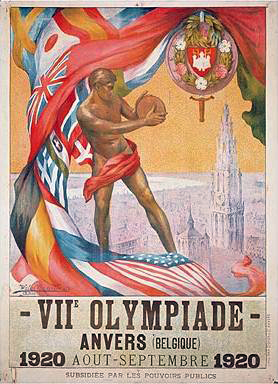
Affiche des jeux olympiques de 1920 à Anvers.

Il pratique l'aviron au Rowing-Club de Strasbourg où il retrouve Henri Thiébault. Il participe aux Jeux olympiques d'été de 1920 à Anvers où avec son frère Frédéric, il fait partie de l'équipe de France olympique d'aviron qui termine quatrième dans la catégorie du huit barré. 
Le 29 avril 1924, dans l'église Saint-Thomas de Strasbourg, il épouse Alice Guery avec qui il aura deux filles, Yvonne née en 1924 et Doris-Christiane née en 1930.    

### Seconde Guerre mondiale
En 1939, les civils sont évacués de Strasbourg, la famille Fleig s'installe à Périgueux.  Après la défaite de juin 1940 et l'annexion de fait de l'Alsace, la famille revient à Strasbourg. Robert Fleig réussit à conserver sa nationalité française. Les noms et prénoms de sa famille ne sont pas germanisés et ses filles échappent aux Bund Deutscher Mädel (« jeunesses hitlériennes »). Il obtient  un Fremdenpass (« Laissez passer ») pour circuler. Ne pouvant plus faire de la bière, il oriente son commerce sur le vinaigre.
Après le bombardement aérien de Strasbourg du 11 août 1944, la famille se réfugie le 14 août 1944 à Brumath et Robert Fleig s'engage dans les FFI du Bas-Rhin,.
Au mois de novembre, les alliés atteignent les Vosges et le 22 novembre 1944 la 2e DB du général Leclerc est à Dettwiller. Le 20 novembre, Robert Fleig reconnaît avec son ami le garagiste Eichenberger les défenses du pont de Kehl à Strasbourg, futur objectif de la 2e DB. Le 22 novembre, à bicyclette, il quitte Brumath et traverse les lignes allemandes en observant les moindres détails (position des armes antichar, des tranchées…). À Dettwiller, il se présente au poste de commandement du 12e RC où il est interrogé par l'officier de renseignement du régiment. Il est présenté au lieutenant-colonel Marc Rouvillois qui l'écoute et le charge d'une mission de reconnaissance à Hochfelden.  Il reprend sa bicyclette et repasse les lignes allemandes. Il est arrêté par une sentinelle à Wilwisheim. Il lui présente ses papiers et déclare calmement rentrer chez lui puis passe. À Hochfelden, il réalise sa mission et il en profite pour téléphoner à son épouse pour la rassurer. C'est le dernier contact qu'elle aura avec lui. Il retourne à Dettwiller sans problème.
Grâce à Robert Fleig, Marc Rouvilliers sait que les Allemands s'attendent à une attaque sur Haguenau, et non Strasbourg, que Mommenheim est défendue par trois compagnies venues en hâte de Landau, que les ponts de Brumath et Vendenheim sont minés mais peu gardés. La seule inconnue est le niveau de résistance du fort Desaix, mais une charge audacieuse peut le surprendre.
Le général Leclerc a fixé le départ de la charge vers Strasbourg au lendemain 23 novembre à 7 h. 
À l'heure prévue, Robert Fleig monte dans la jeep « Le Bourget » au côté du lieutenant Le Quellec juste derrière le premier char de la colonne. Il sert de guide à tout le sous-groupement Rouvillois. Très rapidement, Mommenheim est pris. La rapidité et la surprise permettent au génie d'empêcher la destruction des ponts de Brumath et Vendenheim. Le fort Desaix à Mundolsheim est surpris, il ne répond pas aux tirs des chars de la colonne. Les fantassins allemands fuient leur position. La route de Strasbourg est ouverte.
Vers 9 h, la colonne atteint Schiltigheim dans les faubourgs de Strasbourg. La surprise est totale pour les autorités nazies. Robert Fleig guide le sous-groupement vers la « Kommandantur » puis définit deux itinéraires pour atteindre le pont de Kehl et la frontière allemande. Le premier au nord passe par l'avenue de la Forêt-Noire, le second au sud par la place de la Bourse.
La résistance s'intensifie au fur et à mesure que la colonne approche de la frontière. Vers 16 h, des tirs de mortiers permettent de percer les défenses allemandes et les éléments avancés du sous-groupement peuvent progresser sur l'île entre le canal et le petit Rhin. Pour prendre le pont de Kehl intact avant la nuit et établir la liaison avec le lieutenant-colonel Rouvillois  bloqué après le pont d'Anvers, la colonne se reforme pour la dernière charge avant la nuit.  Le char « Cherbourg » d'Albert Zimmer (un Alsacien de la Wantzenau) est en tête suivi de la jeep du lieutenant Le Quellec avec Robert Fleig.  Aux abords du stand de tir Dusaix la jeep est prise sous le feu d'armes automatiques. Le lieutenant Le Quellec est blessé au bras mais Robert Fleig  est touché par trois balles et décède sur le coup.
Peu de temps après le char « Cherbourg » est détruit par un tir antichar et Albert Zimmer est tué sur le coup à quelques mètres du pont de Kehl qui sera détruit par les Allemands.

## Distinctions
Il est reconnu « mort pour la France » et « mort au combat ». 
- Croix de guerre 1939-1945, palme de bronze (à titre posthume en 1947)[7].

## Reconnaissance
- Le caporal Robert Fleig est cité à l'ordre de l'armée en août 1945 :

« Alsacien au cœur ardent, s'est porté au-devant des troupes françaises en traversant les lignes. Après avoir effectué sur la demande du commandant du détachement, la reconnaissance du dispositif ennemi entre Dettwiller et Brumath, a rapporté des renseignements qui permirent la réduction par surprise des résistances. Le 23 novembre 1944, a constamment marché avec la pointe d'avant-garde prenant la tête de la colonne pour la traversée de Strasbourg. A été mortellement frappé alors qu'il atteignait les bords du Rhin. »

- Depuis 2005, une plaque commémorative est installée dans le quartier du port du Rhin à Strasbourg.